# Justynian Niemirowicz-Szczytt (1740–1824)
Justynian Niemirowicz-Szczytt (Szczytt-Niemirowicz / Szczytt) herbu Jastrzębiec (ur. 6 lutego 1740, zm. 7 marca 1824) – pisarz skarbowy litewski, konsyliarz Rady Nieustającej, poseł sejmowy, starosta markowski.

## Życiorys
Jedyny syn kasztelana inflanckiego Jana Justyniana Niemirowicza-Szczytta (1705–1767) i jego drugiej żony Barbary z Chomińskich (zm. 1775), wdowy po staroście markowskim Kazimierzu Kocielle. Barbara była córką pisarza wielkiego litewskiego Ludwika Jakuba Chomińskiego i chorążanki oszmiańskiej Anny z Koziełł-Poklewskich – pasierbicy Leona Kazimierza ks. Ogińskiego.
Justynian miał troje przyrodniego rodzeństwa:
- z pierwszego małżeństwa ojca z Heleną z Rypińskich – zmarłego młodo brata Józefa i siostrę Dorotę, żonę Jana Szadurskiego,

- z pierwszego małżeństwa matki – brata Tadeusza Kociełła, ożenionego z Anną z Tyszkiewiczów, córką pisarza wielkiego litewskiego Józefa Benedykta Tyszkiewicza i Teresy z Niemirowiczów-Szczyttów (córki kasztelana smoleńskiego Krzysztofa Benedykta Niemirowicza-Szczytta)

## Aktywność polityczna
Kształcił się w Collegium Nobilium w Wilnie. Około 1759–1761 objął starostwo markowskie, które scedował w 1766 przyrodniemu bratu Tadeuszowi Kocielle i jego żonie Annie Tyszkiewiczównie.
W 1764 jako pierwszy poseł z województwa połockiego podpisał elekcję Stanisława Augusta. W 1767 został wybrany pierwszym posłem z woj. połockiego na sejm nadzwyczajny w Warszawie.
Po I rozbiorze, mimo że znaczna część jego dóbr znalazła się na terenie rosyjskim, nadal aktywnie uczestniczył w życiu politycznym Rzeczypospolitej. W Połocku został obrany delegatem obywateli z ziem zabranych do Petersburga, gdzie udało mu się wynegocjować dzięki wsparciu braci Iwana i Grigorija Orłowów m.in. utrzymanie języka polskiego w sądownictwie.
Sejm rozbiorowy powołał go w skład pięciu komisji i do Rady Nieustającej. 23 sierpnia 1776 jako konsyliarz Rady Nieustającej podpisał akt konfederacji sejmowej. W 1776 został ponownie wybrany do Rady Nieustającej, gdzie domagał się powiększenia siły zbrojnej, reformy skarbu i podniesienia oświaty.
W 1777 objął urząd pisarza skarbowego litewskiego, z którego w 1788 zrezygnował na rzecz zięcia – Stanisława Augusta Gorskiego.
W 1780 towarzyszył wraz bratankiem króla Stanisława Augusta, Józefem Poniatowskim, Katarzynie II w podróży do Połocka.
W 1792, motywowany względami politycznymi, wyruszył wraz z synem Józefem w roczną podróż po Rzeczypospolitej i Galicji. W trakcie trzymiesięcznego pobytu w Warszawie uzyskał dla syna godność szambelana JKM Stanisława Augusta. Relację z tej podróży wraz z opisem rozlicznych spotkań z czołowymi postaciami epoki, w tym na dworze Stanisława Augusta i u Radziwiłłów w Nieborowie zamieścił jego syn Józef w swych pamiętnikach.
II rozbiór Rzeczypospolitej był dla Justyniana Niemirowicza-Szczytta wielkim ciosem. Wycofał się z życia publicznego, poświęcając się twórczości literackiej i muzycznej.
Do życia publicznego powrócił dopiero po wstąpieniu na tron Pawła I na prośbę szlachty połockiej i w obliczu konfliktu związanego z utworzeniem guberni białoruskiej ze stolicą w Witebsku. Został wówczas jednogłośnie wybrany przez 800 obywateli z dwóch dawnych namiestnictw (połockiego i mohylewskiego) na prezesa sądu głównego I departamentu guberni białoruskiej.

## Majątek i działalność dobroczynna
Posiadał znaczny majątek w woj. połockim. Wcześnie, bo już w 1761, ojciec, kasztelan inflancki Jan Niemirowicz-Szczytt, przekazał mu większość swoich dóbr ziemskich, w tym Dobrąmyśl, Szypów, Wały (Kosarzewo), Tabołki i przemianowany przez niego na cześć syna Justyniana – Justynianów (dawne Uzmiany/Uzmiony). W skład jego dóbr wchodziły również m.in. Osinówka, Kazulin (gdzie ufundował ok. 1800 kaplicę), Poddubie (przemianowane przez niego na cześć syna Feliksa na Szczęsnopol), Sokoliszcze, Uroda i Białe.
Justynian Niemirowicz-Szczytt długo mieszkał w Warszawie, a potem do ok. 1783 w Wilnie. W poł. lat 80. XVIII w. osiadł w Justynianowie, gdzie wzniósł piętrowy pałac z oficynami i założeniem parkowym wg projektu włoskiego architekta Carlo Spampaniego. Zlecił mu również dekorację wnętrz w rezydencjach letnich w Tabołkach i Dobrejmyśli.
Utrzymywał w Justynianowie ok. 200 rezydentów, w tym poetę Jana Onoszko (ok. 1775–1827). Cieszył się ogólnym szacunkiem i często powierzano mu negocjacje i kuratelę. W Radzie Nieustającej nawoływał do finansowania uboższym osobom nauki i sam łożył na utrzymanie 12 uczniów w szkołach w Białymstoku.

## Rodzina
Justynian Niemirowicz-Szczytt był dwukrotnie żonaty.
Wpierw z Kazimierą Barbarą z Łopacińskich (1746–1773), córką pisarza wielkiego litewskiego Mikołaja Tadeusza Łopacińskiego i pisarzówny wielkiej litewskiej Barbary z Kopciów (córki Michała Antoniego Kopcia). Z pierwszego małżeństwa miał syna Feliksa, szambelana JKM i marszałka pow. drysieńskiego (ojca zesłańca ks. Jana Szczytta) oraz cztery córki: Barbarę za Józefem Rudominą-Dusiatskim (synem Mikołaja) – rodziców pamiętnikarki Elżbiety z Rudominów Pakoszowej, Annę za Stanisławem Gorskim (rodziców Kornelii – żony Karola hr. Przeździeckiego), Józefę za Kajetanem ks. Świrskim i zmarłą za młodu Teklę.
Drugą żoną była Kazimiera z Woyno-Jasieńskich (zm. 1783), córka oboźnego połockiego Józefa Woyny i Ludwiki z Sulistrowskich. Miał z nią czworo dzieci: 1) Józefa, szambelana JKM i dworu rosyjskiego, żonatego z Franciszką z Doktorowicz-Hrebnickich (rodziców Eweliny za Stanisławem Chomińskim), 2) Tadeusza, marszałka pow. połockiego, ożenionego z córką gubernatora Józefa Hurko-Romejko – Eweliną (rodziców marszałka witebskiego Justyniana), 3) Jana (zm. 1851), marszałka drysieńskiego, żonatego z Anną z Bobrowskich i 4) Dorotę za Mikołajem Siostrzanek-Karnickim (rodziców kolekcjonera sztuki Justyniana Karnickiego, Anieli za Aleksandrem hr. Wielhorskim (synem Michała), Adeli za Konstantym ks. Radziwiłłem).

## Śmierć
Zmarł w 1824. Został pochowany obok rodziców oraz najstarszego syna Feliksa i jego żony w podziemiach kościoła Dominikanów w Wołyńcach (Zabiałach).